# James Horwill
James Horwill (Brisbane, 29 maggio 1985) è un ex rugbista a 15 australiano, che giocava nel ruolo di seconda linea. Nella sua carriera ha vestito 62 volte la maglia dell'Australia di cui è stato il capitano alla Coppa del Mondo di rugby 2011.

## Biografia
Nativo di Brisbane, è cresciuto rugbisticamente nella relativa provincia rugbistica del Queensland: esordiente nei Reds nel corso del Super 14 2006, nel corso degli anni è divenuto capitano della squadra.
Nel 2011 ha guidato i Reds alla conquista del loro primo titolo nell'era professionistica, il Super 15.
Esordiente in Nazionale già in preparazione della Coppa del Mondo di rugby 2007, tuttavia non fu convocato per tale competizione, pagando in parte il momento negativo del suo club.
Tornato in squadra dal 2008 con costanza, si è imposto come titolare fisso; vanta la vittoria nel Tri Nations 2011 e, poco prima dell'inizio della Coppa del Mondo di rugby 2011, il C.T. degli Wallabies Robbie Deans lo nominò capitano della squadra al posto di Rocky Elsom, al termine della quale l'Australia riportò il terzo posto finale.

## Palmarès
- Super Rugby: 1
Reds: 2011
- National Rugby Championship: 1
Brisbane City: 2015